# I Rada Narodowa Rzeczypospolitej Polskiej
I Rada Narodowa Rzeczypospolitej Polskiej – ustanowiona dekretem Prezydenta RP Władysława Raczkiewicza 9 grudnia 1939  we Francji. Członkowie Rady zostali powołani przez prezydenta 21 grudnia 1939 r. i 20 stycznia 1940 r. Przewodniczącym Rady został Ignacy Jan Paderewski, a wiceprzewodniczącymi: Tadeusz Bielecki (Stronnictwo Narodowe), Stanisław Mikołajczyk (Stronnictwo Ludowe) i Herman Lieberman (Polska Partia Socjalistyczna). Została rozwiązana 3 września 1941 r. po zawarciu 30 lipca 1941 układu Sikorski-Majski, którego podpisanie spotkało się z ostrym sprzeciwem Rady.

## Członkowie I Rady Narodowej  Rzeczypospolitej Polskiej
| Lp | Nazwisko              | Partia                       | Uwagi |
| -- | --------------------- | ---------------------------- | --- |
| 1  | Ignacy Jan Paderewski | bezpartyjny                  | Przewodniczący I Rady Narodowej Rzeczypospolitej Polskiej                                                                  |
| 2  | Tadeusz Bielecki      | Stronnictwo Narodowe         | Wiceprzewodniczący I Rady Narodowej Rzeczypospolitej Polskiej                                                              |
| 3  | Jan Brandys           | Stronnictwo Narodowe         | |
| 4  | Arka Bożek            | Stronnictwo Ludowe           | |
| 5  | Tytus Filipowicz      | Polska Partia Socjalistyczna | |
| 6  | Józef Gawlina         | Stronnictwo Narodowe         | biskup polowy Wojska Polskiego                                                                                             |
| 7  | Jan Jaworski          | bezpartyjny                  | |
| 8  | Stanisław Jóźwiak     | bezpartyjny                  | |
| 9  | Herman Lieberman      | Polska Partia Socjalistyczna | Wiceprzewodniczący I Rady Narodowej Rzeczypospolitej Polskiej                                                              |
| 10 | Stanisław Mackiewicz  | bezpartyjny                  | |
| 11 | Stanisław Mikołajczyk | Stronnictwo Ludowe           | Wiceprzewodniczący I Rady Narodowej Rzeczypospolitej Polskiej                                                              |
| 12 | Zygmunt Nowakowski    | bezpartyjny                  | |
| 13 | Ignacy Schwarzbart    | Żydzi                        | |
| 14 | Tadeusz Tomaszewski   | Polska Partia Socjalistyczna | Prezes Najwyższej Izby Kontroli                                                                                            |
| 15 | Zofia Zaleska         | Stronnictwo Pracy            | |
| 16 | Lucjan Żeligowski     | bezpartyjny                  | Przewodniczący Komisji Wojskowej I Rady Narodowej Rzeczypospolitej Polskiej oraz Kanclerz Kapituły Orderu Virtuti Militari |
| 17 | Michał Kwiatkowski    | Stronnictwo Pracy            | |
| 18 | Józef Szczerbiński    | bezpartyjny                  | |
| 19 | Józef Szymanowski     | bezpartyjny                  | |
| 20 | Adam Ciołkosz         | Polska Partia Socjalistyczna | |